# Daniele Greco
Daniele Greco (Italia, 1 de marzo de 1989) es un atleta italiano especializado en la prueba de triple salto, en la que consiguió ser campeón europeo en pista cubierta en 2013.

## Carrera deportiva
En el Campeonato Europeo de Atletismo en Pista Cubierta de 2013 ganó la medalla de oro en el triple salto, con un salto de 17.70 metros, por delante de los rusos Ruslan Samitov (plata con 17.30 metros) y Aleksey Fyodorov (bronce con 17.12 metros).